# Campo de detención de Bučje
El Campo de detención de Bučje (en Croata: Logor Bučje) fue un centro operado por las milicias serbocroatas en la localidad homónima entre agosto y diciembre de 1991 en el marco de la Guerra de Croacia. Su ubicación coincidía con la del puesto comando de las Fuerzas de Defensa Territorial - Pakrac en la mayor parte del período.
En el lugar no solo estuvieron detenidos croatas sino también serbios que se oponían a las autoridades de la Región Autónoma Serbia de Eslavonia Occidental.

## Marco general

### Antecedentes
Las tensiones interétnicas en Croacia se intensificaron en junio de 1991 cuando esa república se declaró independiente de Yugoslavia y los sebocroatas, apoyados por el Ejército Popular Yugoslavo (JNA), se opusieron a esta medida. 
En Eslavonia Occidental, el primer hecho violento ya se había producido entre el 1 y el 2 de marzo de 1991, durante el denominado Enfrentamiento de Pakrac. Luego de un período de recurrentes tensiones, la Región Autónoma Serbia de Eslavonia Occidental (SAO – ZS) fue autoproclamada como entidad política el 12 de agosto de 1991 con Veljko Džakula como primer presidente. Se unió el 26 de febrero de 1992 a la autoproclamada Republika Srpska Krajina (RSK). La SAO - ZS se constituyó sobre la base de las localidades donde los serbios eran mayoría. 

El 14 de agosto de 1991, los primeros choques abiertos ocurrieron en la región. Ese día, tropas de policía croata ingresaron a Okučani, localidad mayormente serbia, donde se vivía una tensa calma. A partir de entonces, la violencia se generalizó en toda la región. Desde el 19, el conflicto se extendió a las municipalidades de Pakrac, Daruvar, Grubišno Polje, Slatina, Daruvar y otros lugares, entre la policía croata y las Fuerzas de Defensa Territorial (TO) que toman posiciones en villas predominantemente serbias. De esta manera, la guerra abarcó a toda la región. En septiembre, la presencia de las tropas del JNA fue masiva, luchando del lado serbio para mantener a Yugoslavia unida.

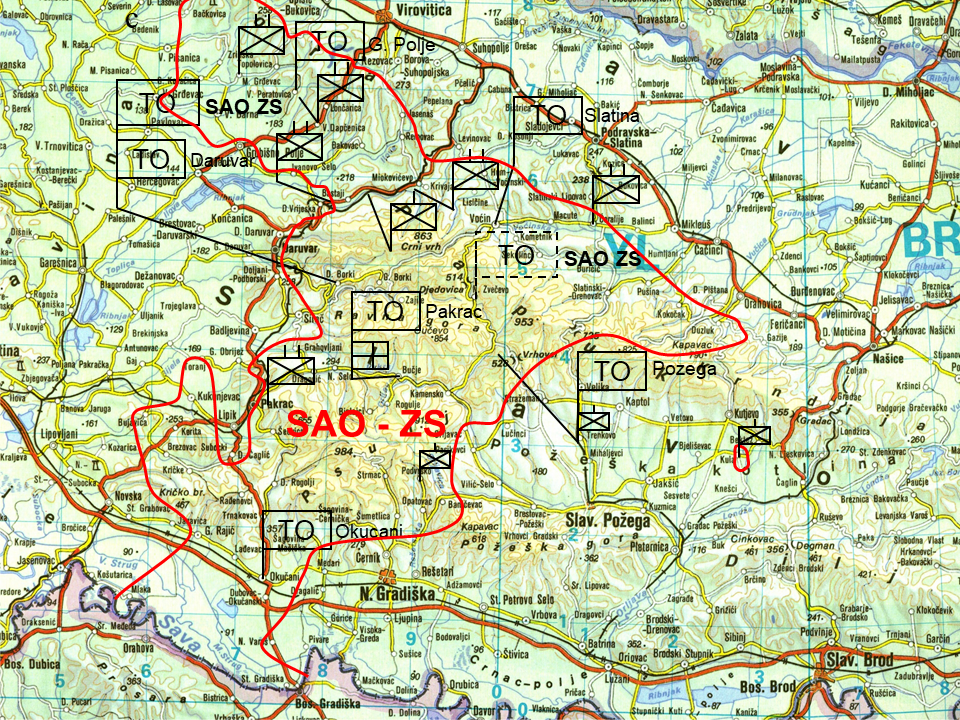
Región Autónoma Serbia de Eslavonia Occidental. Límites aproximados del sector bajo su dominio a inicios de septiembre de 1991.

La entidad tuvo una gran pérdida territorial a partir del 31 de octubre de 1991 (Operación Otkos - 10 y Operación Papuk-91) hasta la última semana de diciembre. El alto al fuego fue firmado el 2 de enero de 1992 pasando a regir al día siguiente.  Desde entonces, la comunidad étnicamente serbia, que se había revelado en agosto de 1991 contra la autoridad de Zagreb, debió vivir en un área de solo un cuarto de superficie ubicada al sur de Pakrac.

### Localidad de Bučje
La aldea de Bučje, ubicada sobre la ruta Pakrac - Požega, se encuentra en un área ondulada y boscosa lo que le da cierta facilidad para las operaciones de infantería.
Durante la Segunda Guerra Mundial, había sido sede de diversos enfrentamientos entre tropas Ustaša y Partisanos comunistas liderados por Josip Broz (Tito). Los mismos se produjeron al poco tiempo de la invasión alemana a Yugoslavia.
En el año 1991, Bučje era una aldea de mayoría serbocroata. No había instalaciones militares allí. Con el inicio del levantamiento serbio, quedó bajo el dominio de la autodenominada Región Autónoma Serbia de Eslavonia Occidental.
| Año  | Total | Croatas | Serbios | Musulmanes | Yugoslavos | Otros |
| ---- | ----- | ------- | ------- | ---------- | ---------- | ----- |
| 1961 | 170   | 25      | 136     | -          | -          | 1     |
| 1971 | 182   | 13      | 160     | -          | 1          | 8     |
| 1981 | 145   | 4       | 96      | -          | 44         | 1     |
| 1991 | 142   | 10      | 123     | -          | -          | 3     |

### Fuerzas de Defensa Territorial de Pakrac
El inicio del enfrentamiento abierto de las Fuerzas de Defensa Territorial de Pakrac, (Teritorijalna obrana - TO Pakrac) con alcance en el lugar fue el 19 de agosto de 1991. Su puesto comando estaba en Bučje.
A comienzos de septiembre, se conformó un hospital militar en la aldea que operó hasta diciembre cuando fue evacuado debido a la ofensiva croata.
En octubre, el comando del TO Pakrac se encontraba en la aldea de Španovica (Novo Selo). Su jefe era Jovo Vezmar, antiguo jefe de la estación de policía de Pakrac. Contaba con 3 batallones (13 compañías)  encuadrando 1740 combatientes. Para el 7 de diciembre, su efectivo había aumentado a 2.255.
El 27 de diciembre, ante un ataque de fuerzas superiores, el comando de las TO se repliegó a Okučani.

## Campo de detención
El campo comenzó a funcionar el 19 de agosto de 1991 en la aldea de Bučje, 20 km al este de Pakrac, operado por miembros de las TO Pakrac. El campo no contaba con un lugar compacto sino que era un conjunto de instalaciones donde fueron puestos bajo custodia: estación veterinaria, estación forestal (puesto comando de las TO Pakrac), escuela primaria (coord: 45°28'2.06"N -  17°23'59.93"E) y la sede antigua de la municipalidad. Existió un campo en la aldea de Grđevica, en una casa para cazadores pero ese lugar quedó demasiado pequeño para los prisioneros por lo que se decidió trasladarlos a Bučje.
Los detenidos fueron tanto civiles croatas y como miembros de la Policía Espacial del Ministerio del Interior (MUP) y de la Guardia Nacional (ZNG) (más tarde el HV) de Eslavonia Occidental. Entre los civiles había ancianos, mujeres y niños siendo el más joven de solo cuatro años de edad. También se contaba entre los detenidos a personas de nacionalidad serbia que se oponían a la política del Gran Serbia y no quería unirse a las tropas paramilitares.
Las condiciones de vida de los internados eran extremadamente inhumanas, los que fueron sometidos a severas formas de maltrato físico y psíquico. Un número no especificado de ellos murió como resultado de la tortura. Según relatos de detenidos y liberados (como ser Vladimir Solar), del informe de Amnistía Internacional y de sentencias judiciales en el juzgado de Požega, en el campo los internados estaban en condiciones de hacinamiento, escasez de alimento, poco abrigo, golpes frecuentes, falta de atención médica, entre otras condiciones degradantes.
Ante el repliegue serbio, los días 9 y 13 de diciembre, 65 detenidos fueron trasladados del campamento a la prisión de Stara Gradiška. Al momento del arribo de las tropas del Ejército Croata en diciembre de 1991, nueve civiles detenidos restantes fueron liberados.

Parte de los prisioneros fueron intercambiados con los croatas durante agosto y octubre de 1991. El día 16 de enero de 1992, los últimos prisioneros del campo de Bučje fueron canjeados entre el JNA y las autoridades croatas. Consistió de unos 100 prisioneros y la actividad tuvo lugar en las afueras de la localidad de Pakrac. El informe de Amnistía Internacional dice:
"Según informes aparecidos en el diario Vjesnik de Zagreb, los días 17 y 20 de enero de 1992, la mayoría de los prisioneros croatas liberados en el intercambio habían pasado cinco meses en cautiverio, primero bajo el control de las fuerzas paramilitares serbias en Bučje (donde estuvieron recluidos en una escuela), luego en Grdjevica y, por último, en la antigua prisión de Stara Gradiška, donde permanecieron recluidos en manos del JNA. Los informes afirmaban que muchos habían sido aprehendidos en sus lugares de trabajo o en sus viñedos. Según los reportes, uno de ellos, detenido a principios de agosto de 1991, aún tenía cicatrices en las manos. Dijo que el peor trato lo habían recibido en Bučje y en Grdjevica, donde él y otros prisioneros habían sido golpeados por sus captores mientras estaban esposados y con los ojos vendados. "La vida en Stara Gradiška, bajo el control del JNA, fue soportable; de hecho, era una verdadera bendición en comparación con Bučje. Durante mi estancia en Grdjevica conocí a un médico, el doctor Ivan Šreter, ex director del hospital de Lipik, a quién los chetniks [paramilitares serbios] golpearon hasta dejarle sin sentido". (Según el informe, el doctor Šreter y un colega, el doctor Solar, habían sido llevados posteriormente a otro campamento, y su paradero actual era desconocido). Otro prisionero liberado miembro de la Guardia Nacional Croata se quejó asimismo, según los informes, de haber sido torturado en Bučje."

### Estadísticas
La cantidad de personas detenidas que pasaron por el lugar varía, según la fuentes, entre 200 a 300. En la "Solicitud contra la República Federativa de Yugoslavia (RFY) por violaciones de la Convención para la Prevención y la Sanción del Delito de Genocidio" presentada por Croacia en julio de 1999, se detallan los siguientes números:
- Oficina de detenidos y desaparecidos del gobierno croata (Ured za zatočene i nestale osobe Vlade Republike Hrvatska): 136.
- Comisión de Expertos de las Naciones Unidas: Anexo VIII - Campos de prisioneros, del Informe Final de la Comisión de Expertos de las Naciones Unidas establecida de conformidad con la Resolución 780 (1992), S / 1994/674 / Add.2 del Consejo de Seguridad (Vol. IV) de fecha 27 de mayo de 1994: 150.
- Asociación croata para detenidos de campos de concentración serbios (Hrvatsko društvo logoraša srpskih koncentracijskih logora): 384

.Tampoco se estableció el número exacto de muertos en el campamento. La cantidad de desaparecidos también varía de acuerdo a la fuente de 21, 22 personas, habiéndose encontrado e identificado los cuerpos de tres personas muertas. Entre los desaparecidos se cuenta al Doctor Ivan Šreter, primer líder del HDZ - Pakrac, quién se presume que murió en el lugar.

## Ocupación croata de la aldea
La toma del territorio bajo el dominio serbio en Eslavonia Occidental por parte de la Guardia Nacional Croata (luego Ejército Croata - HV) comenzó en el municipio de Grubišno Polje y parte del municipio de Daruvar con la operación Otkos - 10 el 31 de octubre de 1991 hasta el 4 de noviembre de 1991. El 28 de noviembre de 1991, siguió con la operación Papuk - 91, que se prolongó hasta el 3 de enero de 1992. Ésta permitió la liberación de 1230 kilómetros cuadrados de las alturas de Papuk pertenecientes a los municipios de Daruvar, Virovitica, Podravska Slatina, Orahovica y Slavonski Požega y una fracción del municipio de Pakrac.
Como parte de la Operación Papuk - 91 se desarrolló la Acción Velebit a cargo del Grupo Operativo Pakrac con la finalidad de ocupar la aldea de Bučje, lo que fue logrado el 26 de diciembre de 1991. También ese día fue ocupada la aldea de Branešci, liberando la ruta Pakrac - Požega.

## Enjuiciamientos relacionados con lo sucedido en Bučje
- El 27 de enero de 1993, el tribunal del Condado de Požega presentó una acusación contra cuatro paramilitares serbios, acusándolos de llevar a un civil a Bučje y torturarlo, junto con otros en el campamento. En abril, los cuatro fueron condenados en ausencia a 8 años de prisión. En 2009, el fiscal de estado del Condado solicitó oficialmente que los hombres fueran juzgados nuevamente. En la nueva acusación, nuevas pruebas sugirieron que los cuatro efectivamente llevaron a una persona a Bučje, pero no participaron en la tortura de los prisioneros y no tuvieron influencia sobre el tiempo que permanecerían encarcelados. Además, la persona que forzaron a Bučje fue capturada en su lugar de trabajo, pero era miembro de la fuerza de reserva del Ministerio del Interior. El 13 de julio de 2009, el Tribunal del Condado de Požega emitió una decisión sobre la amnistía general, suspendiendo el proceso penal[28]

- La Oficina del Fiscal del Estado del Condado de Požega emitió una acusación 25 de marzo de 1993, contra dos serbocroatas por delito penal de crimen de guerra contra civiles. El 20 de mayo de 1993, los acusados fueron declarados culpables en ausencia y condenados a prisión por ocho años. En 2009 se hizo otro juicio, después de la recalificación de la acusación contra el delito de rebelión armada, se suspendió el proceso penal contra los acusados.[29]
- El 13 de octubre de 1995, la Corte del Condado de Požega, declaró culpable a un serbocroata por haber integrado voluntariamente una formación paramilitar como guardia de campo Bučje donde croatas encarcelados ilegalmente con la intención de causar un gran sufrimiento, participando personalmente en la intimidación. Fue condenado a 10 años de prisión.[30]

- El 27 de enero de 1997, la Corte del Condado de Požega declaró culpable a un guardia de violar las disposiciones del derecho internacional por abusos en el campo de Bučje. Se le ordenó cumplir 20 años de prisión.[31]

- Un veredicto del tribunal del Condado de Požega, fechado el 8 de octubre de 1999, un acusado fue declarado culpable de haber sido tutelar en el campamento de Bučje, que formó formaciones paramilitares para acosar a civiles y prisioneros de guerra de etnia no serbia en el período de agosto. a diciembre de 1991.[32]

- El fiscal de estado de Slavonski Brod inició una investigación contra dos policías y uno de los jefes de campo el 29 de diciembre de 2000 por trato inhumano.[31]
- El 7 de marzo de 2003, la Corte del Condado de Požega declaró culpable a un guardia de violar las disposiciones del derecho internacional por abusos en el campo de Bučje. Se le ordenó cumplir 4 años y 9 meses de prisión.[31]

## Homenajes póstumos
Cada año, el 16 de enero, cuando tuvo lugar el último intercambio de detenidos en Pakrac, se realiza una concentración organizada por la Asociación de Civiles y Víctimas de la Guerra del Condado de Požega-Slavonia. En el año 2012, a los veinte años del último intercambio, se inauguró la capilla de Sv Antun Pustinjak (San Antonio Abad), construida en el lugar del centro de detención con la donación de veintidós particulares y la colaboración del ministerio de Defensa.